# Маргарете от Пфалц
Маргарете от Пфалц (на немски: Margarete von der Pfalz; * 1376, † 26 август 1434) от род Вителсбахи, e съпруга на Карл II, херцог на Горна Лотарингия от 1390 г.

## Живот
Тя е най-възрастната дъщеря на римско-немския крал Рупрехт (1352 – 1410) от род Вителсбахи и на бургграфиня Елизабет Хоенцолерн (1358 – 1411), втората дъщеря на бургграф Фридрих V от Нюрнберг (1333 – 1398) от род Хоенцолерн и съпругата му маркграфиня Елизабет фон Майсен (1329 – 1375) от род Ветини.
На 6 февруари 1394 г. Маргарете се омъжва на 16 години в Кайзерслаутерн за дванадест години по-големия си роднина херцог Карл II (* 1364, † 25 януари 1431, Нанси) от Горна Лотарингия от фамилията Дом Шатеноа. След неговата смърт Маргарете отива във Франция.

## Деца
Маргарете и Карл имат децата:
- Изабела († 1453), ∞ 1420 г. за Рене I от Анжу († 1480), граф на Гиз, граф на Бар, херцог на Лотарингия (Млад Дом Анжу)[3]
- Катарина († 1439), ∞ Якоб I († 1453), маркграф на Баден (Церинги)
- Лудвиг (умира млад)
- Рудолф (умира млад)